# 信用证
信用证（英語：Letter of Credit，縮寫：L/C或LOC），是国际结算的一种主要的结算方式。因其为银行风险而非商业风险，较为安全可靠，故广泛被采用為交易方法，但相對地，信用證的相關费用较高，形成交易成本的增加。
信用证的开具必须由付款人向银行申请。开证行在付款人缴纳开证费用和保证金之后，开证行会开具信用证，保证在符合一定条件的情况下向受益人付款。根据开具方式的不同，可以分为信开信用证和电开信用证两种。信开信用证是指开证行开具纸质信用证，并且上面盖章和加编密押，通过邮寄的形式送达通知行。电开信用证是指开证行在信用证上面加编密押之后通过电传的形式送达通知行。
虽然开具信用证的时候是以购销合約为依据，但是信用证开具以后不会受到购销合約的约束，如果合約发生变更，只要受益人符合信用证上面记載的条件，银行仍然会向受益人付款。
根据分类依据的不同，信用证可分为跟单信用证和光票信用证、保兑信用证和非保兑信用证、即期信用证和远期信用证、可撤销信用证和不可撤销信用证等。

## 不同分類

### 跟单信用证和光票信用证
跟单信用证是指受益人必须向银行提供信用证上面注明的商业单据，才能够收到货款的信用证。光票信用证是指受益人不需要向银行提供任何商业单据就能够收到货款的信用证。
在国际贸易中，跟单信用证能够保护买方的利益，所以大多数的国际贸易一般会使用跟单信用证。光票信用证一般只用在买方向卖方预付货款的情况下。

### 保兑信用证和非保兑信用证
保兑信用证是指除了开证行以外，由另一家银行保证承担付款责任的信用证。非保兑信用证是指只有开证行承担付款责任的信用证。
因为保兑信用证同时有两家银行保证付款，相对非保兑信用证更能保证卖方的利益，因此在大额的国际贸易中，会使用保兑信用证。而在小额的国际贸易中，一般只使用非保兑信用证。

### 即期信用证和远期信用证
即期信用证是指受益方提交信用证规定的商业单据之后，开证行立即支付货款的信用证。远期信用证是指受益方提交信用证规定的商业单据之后，需要等到规定期限开证行才支付货款的信用证。
即期信用证有利于卖方回笼资金，远期信用证有利于买方资金周转。
远期付款信用证又分为延期付款信用证（Deferred Payment Credit）和远期承兑信用证（Acceptance Credit）。

### 可撤销信用证和不可撤销信用证
可撤销信用证是指发证行不需要经过受益人同意，可以单方面修改和撤销的信用证。不可撤销信用证是指发证行必需经过受益人同意才可以修改和撤销的信用证。
因为可撤销信用证对卖方的风险太大，卖方一般不愿意接受可撤销信用证。在国际贸易中，一般只使用不可撤销信用证。按照《UCP500》的规定，没有注明是否允许撤销的信用证属于不可撤销信用证。

### 信用证的其他种类
根据信用证分类依据的不同，信用证还可以分为可转让信用证和不可转让信用证、循环信用证、对开信用证、对背信用证、预支信用证、付款信用证、承兑信用证和议付信用证等。

## 信用证方式的一般收付程序
1. 开证申请人根据合約填写开证申请书并交纳押金或提供其他保证，请开证行开证。
2. 开证行根据申请书内容，向受益人开出信用证并寄交出口人所在地通知行。
3. 通知行核对印鉴无误后，将信用证交受益人。
4. 受益人审核信用证内容与合約规定相符后，按信用证规定装运货物、备妥单据并开出汇票，在信用证有效期内，送议付行议付。
5. 议付行按信用证条款审核单据无误后，把贷款垫付给受益人。
6. 议付行将汇票和货运单据寄开证行或其特定的付款行索偿。
7. 开证行核对单据无误后，付款给议付行。
8. 开证行通知开证人付款赎单。[5]

## 主要内容
1. 对信用证本身的说明。如其种类、性质、有效期及到期地点。
2. 对货物的要求。根据合約进行描述。
3. 对运输的要求。
4. 对单据的要求，即货物单据、运输单据、保险单据及其它有关单证。
5. 特殊要求。
6. 开证行对受益人及汇票持有人保证付款的责任文句。
7. 国外来证大多数均加注：“除另有规定外，本证根据国际商会《跟单信用证统一惯例（2007年修订）》即国际商会600号出版物 （《UCP600》）办理。”
8. 银行间电汇索偿条款（T／T Reimbursement Clause）。[5]